# Feliks Druszkiewicz
Feliks Druszkiewicz (ur. 15 kwietnia 1902, zm. 25 listopada 1990) – polski „Sprawiedliwy wśród Narodów Świata”.

## Życiorys
Feliks Druszkiewicz przed wojną był zatrudniony w warszawskim Towarzystwie Kontynentalnym Handlu i Przemysłu S.A. na Marszałkowskiej 147. Poznał wówczas Żyda Josefa Korca, z którym współpracował. W trakcie II wojny światowej przebywał na terenie okupacji sowieckiej. Korec wraz z rodziną zaoferował Druszkiewiczowi pomoc i pomógł mu wrócić do Warszawy. W 1941 r., kiedy Niemcy zajęli Polskę Wschodnią, żydowska rodzina została zesłana do obozu pracy w Borysławiu. Po likwidacji obozu znaleźli kryjówkę w wynajętym mieszkaniu w mieście, jednak ich sytuacja finansowa pozostawała katastrofalna. Po wysłaniu do Druszkiewicza w Warszawie wiadomości opisującej ich los, Druszkiewicz zdobył dla nich sfałszowane dokumenty i przesłał im pieniądze. Druszkiewicz utrzymywał kontakt z rodziną, przesyłając pieniądze i słowa zachęty aż do wyzwolenia tych terenów w 1944 r. Druszkiewicz pomagał także bratu Rozalii Korec, Henrykowi Millerowi, ukrywającemu się po aryjskiej stronie Warszawy, przekazując mu pieniądze i fałszując dokumenty, które umożliwiły mu odnalezienie kryjówki w okolicach Radomia. Druszkiewicz opłacił także wywóz Marii Gans z córką z warszawskiego getta oraz zorganizował dla dziecka kryjówki.
Feliks Druszkiewicz jest pochowany na Cmentarzu Stare Powązki w Warszawie (kwateraː 111, rządː 3, miejsceː 29).
16 lipca 1985 r. Instytut Jad Waszem uhonorował Feliksa Druszkiewicza medalem „Sprawiedliwy wśród Narodów Świata”.